# Zone de libre-échange continentale africaine
La zone de libre-échange continentale africaine (ZLECAf, ZLECA ou ZLEC) est un projet de zone de libre-échange en cours de création sur l'ensemble du continent africain. Elle doit regrouper la zone tripartite de libre-échange, qui doit inclure le Marché commun de l'Afrique orientale et australe (COMESA), la Communauté d'Afrique de l'Est (CAE) et la Communauté de développement d'Afrique australe (SADC), avec d'autre part la Communauté économique des États de l'Afrique centrale (CEEAC), la Communauté économique des États de l'Afrique de l'Ouest (CEDEAO), l'Union du Maghreb arabe et la Communauté des États sahélo-sahariens,. L'objectif du projet est d'intégrer à terme l'ensemble des 55 États de l'Union africaine au sein de la zone de libre-échange.

## Histoire
La décision de lancer le projet de zone de libre-échange continentale est prise en janvier 2012, lors de la 18e session ordinaire de la Conférence de l'Union africaine. L'objectif fixé pour créer cette zone de libre-échange est l'année 2017.
Le processus de négociation est lancé en juin 2015 à Johannesbourg lors de la 25e session ordinaire de la Conférence de l'Union africaine. Lors de cette session, les objectifs, les principes, la feuille de route pour créer la ZLECA sont fixés.
En février 2016, le premier forum de négociation de la zone de libre-échange continentale a lieu à Addis-Abeba en Éthiopie. Le même mois, une réunion se tient à Abidjan pour préparer ce forum, regroupant, en plus des communautés régionales listées ci-dessus, des membres des Nations unies, de l'Union africaine, de la Banque africaine de développement et des membres de la société civile.
En mai 2016, le deuxième forum de négociation de la zone de libre-échange continentale se tient à Addis-Abeba. Il vise à définir les contours de la ZLECA, le tout en collaboration avec les Nations unies et l'Union africaine.
En octobre 2016, le troisième forum de négociation de la zone de libre-échange continentale a lieu à Addis-Abeba.
Le 21 mars 2018, 44 pays sont signataires lors d'un sommet à Kigali. Quelques autres pays qui ont des réserves ne rejoignent pas le projet, tels que le Nigeria, le Burundi, l'Érythrée, la Namibie et la Sierra Leone,.
Fin décembre, il ne restait que la ratification de 7 États sur les 22 nécessaires pour sa mise en place. Le 29 avril 2019, le seuil des 22 États est atteint avec la ratification du Sahara occidental et de la Sierra Leone.
Le 7 juillet 2019, le président du Nigeria, Muhammadu Buhari, et le président du Bénin, Patrice Talon, signent l'accord de libre-échange lors d'un sommet de l'Union africaine à Niamey, au Niger, portant à 54 le nombre des pays signataires. L'Érythrée devient le seul pays africain à n'avoir pas rejoint la ZLECA.
Le 15 décembre 2019, l'Algérie approuve la ratification de l'accord de libre-échange,,.
Le 10 février 2020, en fin de journée, après plusieurs jours de débat, le Sud-Africain Wamkele Keabetswe Mene (en) est élu Secrétaire général de la zone de libre-échange continentale africaine.
Le 11 novembre 2020, le Nigeria approuve la ratification de l'accord de libre-échange,. Le 30 novembre 2020, la Tunisie et le Lesotho le signent à leur tour ; le lendemain, le Cameroun approuve la ratification à son tour,.
Le Maroc a engagé un processus législatif en 2019 pour permettre la ratification de l'accord,,,. Le 2 juillet, une loi approuvant l'accord « sous réserve de la déclaration interprétative formulée par le Royaume du Maroc » est promulguée.
En août 2020, le secrétariat de la zone de libre-échange est inauguré à Accra au Ghana.
Le 1er janvier 2021, la ZLECA est mise en place pour les pays ayant ratifié l'accord, alors que cette mise en place était initialement prévue pour le 1er juillet 2020, mais elle a été retardée à cause de la pandémie de Covid-19,.
En octobre 2022, la Zlecaf met en place la Guided Trade Initiative (GTI), une initiative qui vise à tester les différentes procédures relatives au commerce dans la zone. Une centaine de produits sont sélectionnés et 8 pays participent à cette initiative,.

## Liste des pays signataires
| Pays                                    | Signature | Date de la signature | Ratification | Date de la ratification | Instruments déposés | Date du dépôt     |
| --------------------------------------- | --------- | -------------------- | ------------ | ----------------------- | ------------------- | ----------------- |
| Afrique du Sud                          | Oui       | 2 juillet 2018       | Oui          | 31 janvier 2019         | Oui                 | 10 février 2019   |
| Algérie                                 | Oui       | 21 mars 2018         | Oui          | 15 décembre 2019        | Oui                 | 23 juin 2021      |
| Angola                                  | Oui       | 21 mars 2018         | Oui          | 28 avril 2020           | Oui                 | 4 novembre 2020   |
| Bénin                                   | Oui       | 7 juillet 2019       | Non          |                         | Non                 |                   |
| Botswana                                | Oui       | 10 février 2019      | Oui          |                         | Oui                 |                   |
| Burkina Faso                            | Oui       | 21 mars 2018         | Oui          | 27 mai 2019             | Oui                 | 29 mai 2019       |
| Burundi                                 | Oui       | 2 juillet 2018       | Oui          | 17 juin 2021            | Oui                 | 26 août 2021      |
| Cameroun                                | Oui       | 21 mars 2018         | Oui          | 31 août 2019            | Oui                 | 1er décembre 2020 |
| République centrafricaine               | Oui       | 21 mars 2018         | Oui          | 9 avril 2020            | Oui                 | 22 septembre 2020 |
| Cap-Vert                                | Oui       | 21 mars 2018         | Oui          | 13 novembre 2020        | Oui                 | 5 février 2022    |
| Côte d'Ivoire                           | Oui       | 21 mars 2018         | Oui          | 13 novembre 2018        | Oui                 | 23 novembre 2018  |
| Comores                                 | Oui       | 21 mars 2018         | Oui          |                         | Oui                 |                   |
| République du Congo                     | Oui       | 21 mars 2018         | Oui          | 7 février 2019          | Oui                 | 10 février 2019   |
| République démocratique du Congo        | Oui       | 21 mars 2018         | Oui          | 28 janvier 2022         | Oui                 | 23 février 2022   |
| Djibouti                                | Oui       | 21 mars 2018         | Oui          | 5 février 2019          | Oui                 | 11 février 2019   |
| Égypte                                  | Oui       | 21 mars 2018         | Oui          | 21 février 2019         | Oui                 | 8 avril 2019      |
| Érythrée                                | Non       |                      | Non          |                         | Non                 |                   |
| Eswatini                                | Oui       | 21 mars 2018         | Oui          | 21 juin 2018            | Oui                 | 2 juillet 2018    |
| Éthiopie                                | Oui       | 21 mars 2018         | Oui          | 23 mars 2019            | Oui                 | 10 avril 2019     |
| Gabon                                   | Oui       | 21 mars 2018         | Oui          | 2 juillet 2019          | Oui                 | 7 juillet 2019    |
| Gambie                                  | Oui       | 21 mars 2018         | Oui          | 11 avril 2019           | Oui                 | 16 avril 2019     |
| Ghana                                   | Oui       | 21 mars 2018         | Oui          | 7 mai 2018              | Oui                 | 10 mai 2018       |
| Guinée                                  | Oui       | 21 mars 2018         | Oui          | 31 juillet 2018         | Oui                 | 16 octobre 2018   |
| Guinée-Bissau                           | Oui       | 8 février 2019       | Oui          |                         | Oui                 | 27 septembre 2022 |
| Guinée équatoriale                      | Oui       | 21 mars 2018         | Oui          | 28 juin 2019            | Oui                 | 2 juillet 2019    |
| Kenya                                   | Oui       | 21 mars 2018         | Oui          | 6 mai 2018              | Oui                 | 10 mai 2018       |
| Lesotho                                 | Oui       | 2 juillet 2018       | Oui          |                         | Oui                 | 27 novembre 2020  |
| Liberia                                 | Oui       | 21 mars 2018         | Oui          |                         | Oui                 |                   |
| Libye                                   | Oui       | 21 mars 2018         | Non          |                         | Non                 |                   |
| Madagascar                              | Oui       | 21 mars 2018         | Non          |                         | Non                 |                   |
| Malawi                                  | Oui       | 21 mars 2018         | Oui          | 1er novembre 2020       | Oui                 | 15 janvier 2021   |
| Mali                                    | Oui       | 21 mars 2018         | Oui          | 11 janvier 2019         | Oui                 | 1er février 2019  |
| Maroc                                   | Oui       | 21 mars 2018         | Oui          | 24 février 2022         | Oui                 | 18 avril 2022,    |
| Maurice                                 | Oui       | 21 mars 2018         | Oui          | 30 septembre 2019       | Oui                 | 7 octobre 2019    |
| Mauritanie                              | Oui       | 21 mars 2018         | Oui          | 31 janvier 2019         | Oui                 | 11 février 2019   |
| Mozambique                              | Oui       | 21 mars 2018         | Oui          |                         | Oui                 |                   |
| Namibie                                 | Oui       | 2 juillet 2018       | Oui          | 25 janvier 2019         | Oui                 | 1er février 2019  |
| Niger                                   | Oui       | 21 mars 2018         | Oui          | 28 mai 2018             | Oui                 | 19 juin 2018      |
| Nigeria                                 | Oui       | 7 juillet 2019       | Oui          | 11 novembre 2020        | Oui                 | 5 décembre 2020   |
| Ouganda                                 | Oui       | 21 mars 2018         | Oui          | 20 novembre 2018        | Oui                 | 9 février 2019    |
| Rwanda                                  | Oui       | 21 mars 2018         | Oui          | 25 mai 2018             | Oui                 | 26 mai 2018       |
| République arabe sahraouie démocratique | Oui       | 21 mars 2018         | Oui          | 27 avril 2019           | Oui                 | 30 avril 2019     |
| Sao Tomé-et-Principe                    | Oui       | 21 mars 2018         | Oui          | 28 mai 2019             | Oui                 | 27 juin 2019      |
| Sénégal                                 | Oui       | 21 mars 2018         | Oui          | 12 mars 2019            | Oui                 | 2 avril 2019      |
| Seychelles                              | Oui       | 21 mars 2018         | Oui          | 8 juillet 2021          | Oui                 | 15 septembre 2021 |
| Sierra Leone                            | Oui       | 2 juillet 2018       | Oui          | 7 novembre 2018         | Oui                 | 30 avril 2018     |
| Somalie                                 | Oui       | 21 mars 2018         | Non          |                         | Non                 |                   |
| Soudan du Sud                           | Oui       | 21 mars 2018         | Non          |                         | Non                 |                   |
| Soudan                                  | Oui       | 21 mars 2018         | Non          |                         | Non                 |                   |
| Tanzanie                                | Oui       | 21 mars 2018         | Oui          | 17 janvier 2022         | Oui                 | 17 janvier 2022   |
| Tchad                                   | Oui       | 21 mars 2018         | Oui          | 29 juin 2018            | Oui                 | 2 juillet 2018    |
| Togo                                    | Oui       | 21 mars 2018         | Oui          | 9 janvier 2019          | Oui                 | 2 avril 2019      |
| Tunisie                                 | Oui       | 21 mars 2018         | Oui          | 7 septembre 2020        | Oui                 | 27 novembre 2020  |
| Zambie                                  | Oui       | 10 février 2019      | Oui          | 26 octobre 2020         | Oui                 | 5 février 2021    |
| Zimbabwe                                | Oui       | 21 mars 2018         | Oui          | 25 avril 2019           | Oui                 | 24 mai 2019       |

## Contenu
L'accord prévoit une suppression des droits de douane pour 90 % des lignes tarifaires sur 5 ans pour les pays les plus développés et sur 10 ans pour les pays les moins développés. Les droits de douane devront être supprimés à une échéance ultérieure pour 7 % des lignes tarifaires.

## Réactions

### Soutiens
Selon l'économiste Jeff Gable, l'Afrique devrait être soutenue et applaudie pour avoir choisi la collaboration quand le reste du monde choisit l'isolationnisme.
Pour Kim Cloete, du Forum économique mondial, l'accord est vital pour la croissance et la création d'emplois en Afrique.
En mai 2023, un rapport du Fonds monétaire international estime que la mise en place de la ZLECA pourrait permettre une hausse de plus de 50 % des échanges commerciaux entre les pays du continent. Elle aurait également un effet important sur les échanges commerciaux entre l'Afrique et le reste du monde, avec une hausse des exportations de 29 % et des importations de 7 %. Cette augmentation des échanges internationaux intérieurs et extérieurs à l'Afrique aurait pour conséquence une hausse de plus de 10 % du PIB réel médian par habitant, selon le FMI. Ces résultats, repris dans la presse, correspondent à un scénario que les auteurs de l'étude appellent AfCFTA+, incluant une amélioration substantielle de l'environnement des affaires en Afrique. Les effets estimés de la zone de libre-échange continentale africaine proprement dite restent très positifs, mais ils sont moins spectaculaires : valeur du commerce +15 % et PIB réel médian par habitant +1,25 %.

### Critique
L’agroéconomiste Jacques Berthelot estime à propos de la ZLEC que, « loin de favoriser l’intégration régionale du continent elle ne pourra que le désintégrer fortement, en ouvrant largement les portes aux firmes multinationales qui sont déjà largement présentes dans la plupart des pays et qui concentreront leurs activités dans ceux qui sont les plus compétitifs en exportant vers les autres. »